# Pianezze
Pianezze är en ort och kommun i provinsen Vicenza i regionen Veneto i Italien. Kommunen hade 2 151 invånare (2018).